# Byggfelsförsäkring
Byggfelsförsäkring var en i Sverige obligatorisk försäkring i Sverige, vars obligatorium avskaffades 30 juni 2014. Obligatoriet innebar att byggherren skulle se till att den fanns innan ett bygge påbörjades. Lagen hade funnits sedan 1993 och den blev obligatorisk för flerbostadshus och gruppbyggda småhus.  Kravet fanns sedan 2005 vid nybyggnad av alla småhus och även vid vissa bygglovspliktiga ändringsarbeten.  I det senare fallet skulle byggnadsnämnden pröva om byggfelsförsäkring behövs. För fritidshus kunde byggnadsnämnden på begäran av byggherren pröva om byggfelsförsäkring behövs.  Den som bygger själv är sedan maj 2011 undantagen från kravet på byggfelsförsäkring.
Försäkringen ersattes 2014 med en åtgärdandeförsäkring.

## Lagen
En konsument som var byggherre och anlitade en näringsidkare för ett småhusbygge skulle från och med 2005, dessutom för näringsidkarens åtaganden finnas ett färdigställandeskydd.
Försäkringen omfattade fel och skada på grund av fel som upptäckts och anmälts under försäkringstiden som är 10 år från slutbesiktningen av huset.  Självrisken är 0,5 prisbasbelopp per skada, totalt dock maximalt 1,5 prisbasbelopp under hela 10-årsperioden.  Skada under 0,2 prisbasbelopp ersätts inte.
Bakgrunden var "sjuka hus" där skador uppstått på grund av byggfel som ofta kostsamma att åtgärda och avhjälpa fel snabbt utan långvariga tvister. Färdigställandeskyddet innebär ett skydd om byggbolaget går i konkurs eller försätts i likvidation. Då skulle försäkringen eller bankgarantin säkerställa att huset blir färdigställt.

## Kostnad
Kostnaden var cirka 7000 SEK/lägenhet och 12 000 SEK/villa.

## Dominerande försäkringsbolag
| Bolag:         | Bostadsgaranti AB 516401-6684            | Gar-Bo Försäkrings AB 516401-6668 | Normalvärde |
| Ägare:         | Staten 50 % Sveriges Byggindustrier 50 % | Privat 100 %                      | -           |
| Vinstmarginal: | 43 %                                     | 65 %                              | 5–10 %      |
| Omsättning:    | 25 986 kSEK (2011)                       | 50 000 - 99 999 kSEK              |             |
| Startat:       | 1962                                     | 1989                              | -           |
| VD             | Kåre Eriksson                            | Peter Wipp                        | -           |

AB Bostadsgaranti jobbar med produktionsgarantier, ansvarsutfästelser, förskottsgarantier och insatsgarantier, kontraktsmallar, normalstadgar, och utbildning. Och är medlem i Association of European Home Warranty Organisations (AEHWO), samt del av the International Housing and Home Warranty Association (IHHWA) bildat oktober 2010.